# مملكة بلجين
مملكة بلجين أو مملكة باكولين أو مملكة بعقلين كانت مملكة من العصور الوسطى المبكرة، كان مركزها في شمال شرق إفريقيا. وبحسب اليعقوبي، كانت واحدة من ست دول لشعب البجا، وكانت موجودة في المنطقة خلال القرن التاسع. كانت أراضي المملكة تقع بين أسوان ومصوع.

## طالع أيضًا
- ممالك البجا
- سلطنة عفت
- سلطنة عدل
- مملكة بازن
- مملكة جارن
- مملكة نجاش
- مملكة قطاعة
- مملكة طنقيش

## ملحوظات
1. ↑  Elzein، Intisar Soghayroun (2004). [[[:قالب:GBurl]] Islamic Archaeology in the Sudan]. Archaeopress. ص. 13. ISBN:1-84171-639-1. اطلع عليه بتاريخ 2015-03-03. {{استشهاد بكتاب}}: تحقق من قيمة |مسار= (مساعدة)